# Lerista walkeri
Espèce
Synonymes
- Lygosoma walkeri Boulenger, 1891

Statut de conservation UICN

 LC  : Préoccupation mineure
Lerista walkeri est une espèce de sauriens de la famille des Scincidae.

## Répartition
Cette espèce est endémique d'Australie-Occidentale en Australie.

## Étymologie
Cette espèce est nommée en l'honneur de James John Walker (1851-1939).

## Publication originale
- Boulenger, 1891 : Description of a new scincoid lizard from North-western Australia. Annals and magazine of natural history, sér. 6, vol. 8, p. 405 (texte intégral).